# Неклюдов, Алексей Владимирович
Алексей Владимирович Неклюдов (род. 6 февраля 1988, Москва) — российский оперный певец (тенор). С 2013 года является штатным солистом Московского Театра «Новая Опера» им.Е. В. Колобова. С 2014 года Алексей Неклюдов является приглашённым солистом Большого театра России.

## Биография
Неклюдов Алексей Владимирович родился в феврале 1988 года в Москве в многодетной семье. Музыкой начал заниматься в хоровой студии подмосковного города Реутова, где учился по классу фортепиано.
В 1999 году поступает в школу музыкально-театрального искусства им. Г. П. Вишневской (в г. Москва) на вокальное отделение. 
В 2005 году окончил школу и поступил в Государственный музыкальный колледж имени Гнесиных в класс заслуженного работника культуры РФ, профессора Нестеренко С. Г.
C 2009 по 2014 год проходит обучение в Академии Хорового искусства имени В. С. Попова в классе заслуженного работника культуры РФ, профессора Нестеренко С. Г.
Принимал участие в мастер-классе американского тенора Нила Шикоффа.
В апреле 2010 г. Алексей Неклюдов дебютировал на сцене Большого зала Консерватории им. Чайковского с Национальным Филармоническим оркестром России под управлением Владимира Спивакова, исполнив партию тенора в Реквиеме К. Сен-Санса.
Алексей Неклюдов выступает в проектах с дирижёрами: 
Владимиром Спиваковым, Владимиром Федосеевым, Йоханнесом Принцем, Отто Тауском, Кеном-Давидом Мазуром, Владимиром Юровским, Марисом Сирмайсом, Михаилом Плетнёвым.
Алексей участвует в фестивалях :
«Черешневый Лес», «Владимир Спиваков приглашает», «Подмосковные вечера с Чайковским» (был инициирован губернатором Московской области А. Ю. Воробьёвым), «фестиваль Владимира Спивакова в Кольмаре», «Времена года в Подмосковье» и другие.
С 2013 года является штатным солистом Московского Театра «Новая Опера» им. Е. В. Колобова. 
С 2014 года Алексей Неклюдов является приглашённым солистом Большого театра России.

## Участие в постановках российских оперных театров
В мае 2014 года дебютирует на сцене Большого театра России в премьерной постановке оперы Моцарта «Так поступают все женщины, или Школа влюбленных», где исполнил партию Феррандо. 
Режиссёр: Флорист Виссер (Голландия). Дирижёр: Стефано Монтанари (Италия).
В декабре 2014 года участвует в мировой премьере «Щелкунчик. Опера» (партия Щелкунчик-принца).
Режиссёр-постановщик и автор проекта: Алла Сигалова. Дирижёр: Дмитрий Юровский. Художник по костюмам: Павел Каплевич.
Партии в спектаклях Московского Театра «Новая Опера»: 
- «Евгений Онегин» П. И. Чайковского (Ленский)
- «Снегурочка» Н.А. Римский-Корсаков (Первый бирюч)
- «Царская невеста» Н.А. Римский-Корсаков (Лыков)
- «Щелкунчик. Опера»  П.И. Чайковский (Щелкунчик-принц)
- Партии в постановках: «Opera&Jazz» (новогоднее шоу), «Сказки старой бабушки» (калейдоскоп картинок на музыку циклов «Детская» и «Картинки с выставки» М.П. Мусоргского).

## Награды и премии
- Лауреат 1-й премии конкурса «Юные таланты Московии».
- Лауреат IV Всероссийского конкурса вокалистов имени А. Д. Вяльцевой (1-я премия и приз «Молодость и надежда» 2005 г.).
- Лауреат IV открытого конкурса юных вокалистов имени Александра Пирогова (1-я премия – март 2007 г.).
- Лауреат XV Международного конкурса вокалистов «Bella voce» (2-я премия и Приз «Надежда» от Московского Фонда Культуры) – апрель 2007 г.
- Лауреат II международного конкурса – Фестиваля «Современное искусство и образование» (1-я премия, номинация «камерный ансамбль» ) май 2007 г.
- Лауреат Международного конкурса – Фестиваля «Надежда, таланты, мастера» (2-я премия, Болгария. 2008 г.).
- Дипломант Дельфийских игр в г. Новосибирске (2008 г.).
- Лауреат конкурса «Фестос» Москва 2008 (1-я премия ).
- Лауреат V Молодёжных Дельфийских игр государств-участников СНГ в г. Минск, Белоруссия (2008 год, 2-я премия)[2].

В 2012 году Алексей стал обладателем гранта Национального Филармонического Оркестра России, под управлением В. Спивакова.
С октября 2013 Алексей является стипендиатом фонда М. Магомаева.